# آلبرت آلن بارتلت
 آلبرت آلن بارتلت (انگلیسی: Albert Allen Bartlett؛ زاده ۲۱ مارس ۱۹۲۳ درگذشته ۷ سپتامبر ۲۰۱۳) یک فیزیک‌دان اهل ایالات متحده آمریکا بود.